# Forfetírozás
A forfetírozás (az angol forfaiting szóból)  egy későbbi időpontban esedékes, általában szállítási/beruházási szolgáltatásból eredő középlejáratú követelés megvásárlása visszkereset nélkül.
A forfetírozás a XV. század elejéről, a fejlődésnek indult a nemzetközi kereskedelem idejéből származik. A hagyományos 180 napos hitelek helyett az importőröknek hosszabb futamidejű hitelekre lett szükségük igényelnek. Ennek ellenére csak az 1960-as évekre fejlődött modern üzletággá.
A forfetírozandó követelés eladója a jövőbeli követelését szeretné pénzzé tenni visszkereset kizárásával. A forfetírozó a követelést leszámítolja, eközben a leszámítolás kamatával csökkenti a követelés összegét. Így az eladó a hitelben történő eladást készpénzügyletté alakítja át, és csak a teljesítésre és dokumentációra terjed ki a felelőssége. A forfetírozás előnye, hogy a követelést eladó fél kinnlevőségei csökkennek, illetve javul a likviditása és mérsékli az ügyletből eredő kockázatokat. Hátránya a viszonylag magas finanszírozási költség.